# Citroën LN et LNA
La Citroën LN, qui est le premier modèle issu de l'absorption du constructeur automobile Citroën par Peugeot, a été présentée au salon de l'auto 1976, du 7 au 17 octobre.

## Conception et évolution du modèle
L'auto reprend la quasi-totalité des éléments de la Peugeot 104 coupé, la suspension arrière étant légèrement modifiée. Les parties berceau et capot avant, garnitures de flancs, glaces latérales arrière et autour de la lunette arrière, notamment, ont été reprises par le Bureau d'Études Citroën. La LN diffère extérieurement de la Peugeot par ses enjoliveurs de projecteurs issus de la Dyane, mais dont les optiques lui sont spécifiques (les feux de position ont été déportés sur un bloc à part, contrairement à la Citroën Dyane, où ils sont incorporés aux feux avant) ; et par l'absence d'extracteurs d'air latéraux à l'arrière améliorant la visibilité. Pour la première fois sur une voiture française, la banquette arrière est rabattable par moitié en série.
La Citroën LN est une petite voiture conçue pour la ville, comme le montrent les dépliants publicitaires et l'argumentaire Citroën de l'époque. Dans ses 3 mètres 38, elle embarque deux personnes à l'avant, les deux places arrière étant davantage des places d'appoint que de réelles places assises (la garde au toit étant très réduite à l'arrière). C'est donc un coach (autrement dit un coupé 2 + 2).
Lorsqu'elle est présentée sur le Salon de l'Auto de Paris en 1976, elle est la petite vedette du stand Citroën, où elle est mise en valeur dans sa livrée Bleu Myosotis AC 645 et par ses mannequins de plastique qui imitent des scènes de la vie quotidienne. Anecdote étonnante, sur les catalogues confidentiels de Citroën, appelés « Confidentiel force de vente Citroën - Pour votre information », on y voit une étonnante Citroën LN Entreprise avec les vitres de custodes tôlées, ce qui ne sera jamais le cas en série. Dans ce même catalogue, le slogan de vente de la LN était « 3CV, 3 portes, 3 volumes de coffre, 120 km/h ».
Elle était commercialisée au tarif, clés en main, de 17 500 Francs. Il est à noter que les modèles de pré-série ont quelques spécificités que n'auront pas les modèles de série, telles que le rétroviseur intérieur collé au pare-brise (vissé sur le pavillon en série) ainsi que la tirette du volet de départ à froid qui est ornée d'un motif spécifique.
Sa carrière, bien que courte et discrète, surprend le service interne de Citroën. En effet, les délais de livraison s'allongent, et il faut ainsi passer de 250 à 350 voitures par jour.
Avant tout destinée aux femmes et présentée comme « la seconde voiture sans ennui » de la famille, la Citroën LN satisfait les journalistes automobiles, notamment André Costa dans son essai paru dans L'Auto-Journal no 18 du 15 octobre 1976, où il écrit ceci :
"En dépit de son relatif caractère improvisé, la LN bénéficie de plusieurs atouts. En premier lieu, et contrairement à ce que laisse penser la photographie, elle n'est pas fade et son aspect général traité de manière moderne, est même plutôt sympathique. Son intérieur est gai, clair et ses commandes sont généralement fort peu fatigantes à manier, même sur un long parcours. Enfin, cette voiture est sûre grâce à son excellente tenue de route, à la puissance de son freinage et à la précision de sa direction. Quant au grand confort de sa suspension, il reculera les bornes de la fatigue et apportera donc sa contribution à la sécurité d'emploi. En contrepartie, je dirai que la LN n'est pas spécialement bon marché, qu'elle n'est pas extrêmement sobre et qu'elle n'est pas non plus particulièrement vive."
Dans le numéro 365 de novembre 1976 du magazine L'Automobile, Jean-Paul Thévenet écrit à son tour :
"On ne pouvait mieux exploiter, mieux assembler des éléments finalement aussi disparates que ceux avec lesquels la L.N. a été construite. Ce n'est ni un coupé 104 du pauvre, ni une 3CV de grand tourisme. C'est à notre avis un modèle avec une personnalité qui lui est propre et qui le serait davantage si son moteur avait un peu plus de punch. Les choses étant ce qu'elles sont, la L.N. est une excellente voiture de ville, aussi paisible que dévouée. Modeste dans son appétit et fort adroite pour se garer dans la moindre place de parking, son rapport service/prix nous semble donc très honnête."
Nombre de réclames vantent la modularité de cette singulière petite voiture. Ce qui est alors une première en Europe deviendra, bien des années plus tard, le « must » de toutes les voitures récentes.
En septembre 1978, la LNA apparaît avec le 652 cm3 à allumage électronique intégral récemment étrenné sur la Visa. Elle est reconnaissable à ses enjoliveurs de roue en acier inoxydable (sauf commerciale Entreprise) et à un bourrelet en caoutchouc sur les pare-chocs. L'intérieur étant identique aux dernières Citroën LN. Le "A" de LNA signifie, toujours d'après les documents internes Citroën, « Athlétique ».
Pour 1980, le carburateur est modifié et les feux avant (veilleuses et clignotants) deviennent bicolores. À l'intérieur, la sellerie en tissu spécifique baptisé "cannage" prend place au lieu du "pied-de-coq" des LN et LNA du millésime précédent. Un compteur kilométrique journalier et le totalisateur kilométrique à 6 chiffres (5 auparavant) font leur apparition ainsi qu'un pratique rétroviseur central "jour-nuit". Elle adopte également des pare-soleil teintés en noir côté habitacle.
Pour 1981, la Citroën LNA intègre un rétroviseur en plastique noir identique à celui des Peugeot 104.
Pour les modèles 1982 (à partir de juillet 1981), la petite Citroën reçoit un rétroviseur extérieur aérodynamique en plastique noir mat et des monogrammes noirs à l'arrière, en lieu et place de la bande en aluminium brossé où étaient collés une bande autocollante noire avec, de part et d'autre de cette bande, les monogrammes "CITROËN" et "LNA". En octobre 1981, apparaît l'éphémère LNA Club, dotée d'un intérieur et d'une décoration extérieure spécifiques. On y trouve notamment des bacs de vide-poche dans les panneaux de portes, eux-mêmes en tissu tabac au lieu du traditionnel simili noir qui équipe les autres LNA, une sellerie tabac blond du plus bel effet, un pré-équipement radio, un essuie-lave-vitre de lunette arrière, une garniture complète de coffre ainsi que des autocollants décoratifs spécifiques sur les flancs et sur la custode, où "Club" est écrit en cursive.
En juillet 1982, pour les modèles 1983, la LNA bénéficie de nouveaux pare-chocs en plastique gris foncé, de nouvelles baguettes de protection latérales, d'un enjoliveur de custode en plastique, de nouveaux feux arrière (intégrant feux de recul en série et feux de brouillard en option) et de nouvelles jantes type Visa Super E (sur LNA 11 RE uniquement). Les nouvelles LNA 11, déclinées en deux finitions - 11 E et 11 RE - reçoivent le bloc issu de la Française de Mécanique, le (« moteur X ») de 1 124 cm3 à quatre cylindres refroidi par eau de la Visa Super E, lui permettant d'atteindre 144 km/h et celui de 4 CV. Ainsi, la LNA devient très proche de la Peugeot 104 à trois portes. Une série spéciale « LNA 11 E Cannelle » sera produite à 2 000 exemplaires en janvier 1983, et sera baptisée Citroën Pépita pour le Marché Italien, Citroën LNA Inca au Royaume-Uni et Citroën LNA Élysée en Autriche. Elle est très richement équipée. Elle comprend notamment les jantes en alliage d'aluminium, la montre à quartz, le pré-équipement radio. La sellerie lui est spécifique et est baptisée "Jersey Écossais".
Dès 1983 (et jusqu'en 1985), la LNA est également fabriquée en Espagne. Elle prend place sur les chaînes de fabrication des anciennes usines Barreiros de Villaverde (un district du Sud de Madrid).
À partir de juillet 1984 (année-modèle 1985), la LNA 11 RE est remplacée par la LNA 11 RS. La motorisation est identique mais le couple réducteur est plus court : 16 × 57 au lieu de 17 × 54, ce qui procure, en plus d'une augmentation des performances (150 km/h au lieu de 140 km/h, 15 s 3 au lieu de 15 s 6 au 0 - 100 km/h), un agrément de conduite supplémentaire. À la même date, la tôle entre les feux arrière n'est plus peinte en noir mat mais couleur carrosserie, et l'éconoscope est supprimé sur les LNA 11 E et LNA 11 RS.
En juillet 1985 (année-modèle 1986), la face avant de l'ensemble des modèles LNA devient grise au lieu de noire.
Une version LNA 10 E, à moteur quatre-cylindres 954 cm3, vendue uniquement en Italie, fut également produite, à moins de 300 exemplaires, en 1985.
En juillet 1986, Citroën cesse de produire la LNA, qui sera remplacée par la Citroën AX 3 portes à partir d'octobre 1986.

## Particularités techniques
Les LN et LNA furent élaborées en puisant dans la banque d'organes du groupe PSA nouvellement créé.
La Citroën LN a été présentée au Salon de Paris du 7 au 17 octobre 1976. Le moteur est un bicylindre Citroën 602 cm3, variante spécifique R06/627, dérivé de l’AM2 des Dyane 6 et Ami 8. La boîte de vitesses est dérivée de la GS et subit plusieurs modifications durant les premières années de commercialisation. L'embrayage peut-être centrifuge en option, de même que la peinture métallisée, le siège conducteur réglable en inclinaison (option groupée avec le garnissage en tissu/simili), les ceintures de sécurité à enrouleur et la lunette arrière chauffante. Pour 1978, une option supplémentaire apparaît : l'antenne et le câblage radio. La LN disparaît en juillet 1979.
Côté modifications, la LN a subi quelques modifications mineurs durant sa courte carrière. Ainsi, depuis mai 1977, "la câblerie avant est modifiée, afin d'assurer une mise à la masse franche de la caisse.
1° - La section du fil de masse de caisse est augmentée (5 mm2 au lieu de 2 mm2),
2° - La fixation de l'avertisseur sonore, sur traverse avant, est reliée au moteur par un fil de masse."
De plus : "Depuis mai 1977, les éléments porteurs de suspension arrière (droit et gauche) sont modifiés :
- le support élastique supérieur est monobloc (au lieu de 2 tampons élastiques)
- l'orientation du ressort de suspension est décalée de 120°
- le sens de montage de la coupelle inférieure d'appui du ressort est inversé
- la hauteur du ressort de suspension est augmentée de 10 mm et le pas des spires est modifié
- la course de détente de l'amortisseur est allongée (plus 5 mm).
- le piston d'amortisseur et le siège du clapet d'entrée sont modifiés."

Citroën ajoute : "Depuis le 15 septembre 1977, l'accouplement du levier de changement de vitesses avec la chape du tirant de commande est assuré par une TH de 6 X 27 et un écrou à frein incorporé, genre "Nylstop"."
Pour 1978, Citroën précise :
"Les véhicules « Année Modèle 1978 » sont commercialisés depuis juillet 1977. Les modifications apportées, par rapport à l'exercice précédent sont :
- Montage d'accoudoirs sur les panneaux de portes, en remplacement des dragonnes.
- Montage d'une «Sécurité enfant» sur la poignée de commande du levier de frein à main.
- Montage des ceintures de sécurité avant à rétracteur.

Options supplémentaires :
- Possibilité d'une option « Antenne », comportant le montage d’une antenne radio et l'antiparasitage moteur.
- Sur véhicule « Entreprise » : Option «Siège avant passager escamotable», améliorant les possibilités de chargement du véhicule, en longueur. L'adaptation de cette option implique les modifications suivantes :
- montage d'un système d'arrêt de charges, arrière et latéral,
- modification de la caisse,
- remplacement du siège avant droit avec glissières par un siège escamotable,
- modification du tapis arrière,
- modification des garnissages du tablier et des panneaux de côté,
- garnissage des sièges en « targa » noir, au lieu du tissu « Pied de coq »."

La RTA (Revue Technique Automobile) de la LN apporte quelques précisions :
- "Amélioration de l'étanchéité des tubes-enveloppes des tiges de culbuteurs.
- Modification des bagues de synchronisation 1re-2e sur certaines boîtes de vitesses.
- Modification du support élastique supérieur et des ressorts de la suspension arrière (depuis avril 1977).
- Montage sur les freins avant d'étriers monoblocs en concurrence avec les étriers à cylindres rapportés.
- Sur freins arrière, montage de tambours de 30 mm de largeur au lieu de 40 mm avec, pour les freins DBA une modification du cylindre récepteur : 22 mm au lieu de 23,8 mm.
- Montage de ceintures à enrouleurs à l'avant.
- Accoudoirs sur panneaux de portes en remplacement des dragonnes.
- Montage d'une "sécurité enfants" sur poignée de frein à main."

Concernant le dernier millésime de la LN, à savoir 1979, voici ce que précise la RTA (Revue technique automobile) pour la LN :
"Modèles 1979
- Modification des rapports de boîte sur la 3e vitesse,
- Modification des biellettes de direction,
- Modification des opérations de réglage du train avant,
- Modification de la suspension avant : amortisseurs amovibles, ressorts déportés,
- Montage en concurrence d'un maître cylindre de diamètre 17,5 mm avec celui de diamètre 19 mm,
- Montage sur les freins avant d'un étirer Citroën à deux pistons opposés en concurrence avec les étriers DBA et Ate,
- Modification du diamètre des cylindres récepteurs de freins arrière (20,6 mm au lieu de 22 mm) avec montage du maître cylindre de diamètre 17,5 mm et étriers Citroën,
- En option : essuie-glace / lave-glace de lunette arrière.
- Commande supplémentaire centrale de basculement du siège passager."

Le modèle LNA apparaît en octobre (Mondial de l'Auto de Paris) 1978 et lancée en novembre 1978, avec un moteur un peu plus puissant - le V06/630. Ce moteur a été lancé en septembre 1978 sur les Citroën Visa Spécial et Club. Bien que s'agissant d'un deux cylindres à plat refroidi par air, comme le précédent, ce moteur n’a quasiment aucune pièce commune. D’une cylindrée de 652 cm3, entièrement en aluminium, le vilebrequin comporte trois paliers, la culasse porte de petites bougies sans joints et il dispose d'un Allumage électronique intégral (AEI Thomson Motorola), ce qui sur la Visa constituait une première mondiale sur une auto de grande série. Compte tenu de ces améliorations, la puissance, le couple et la vitesse maximale augmentent et la consommation baisse. L'embrayage centrifuge n'est plus proposé, seul subsiste le modèle à linguets.
Pour mai 1982, le moteur devient V06/644, son rapport volumétrique passe de 9 à 9,5/1 par modification des pistons et se voit équipé d’un nouvel arbre à cames. L'embrayage est à diaphragme (depuis mars 1982), le volant moteur est modifié et allégé (modification commune aux 2CV et dérivées à la même époque).
La boîte de vitesses est du type G et garde la filiation avec celles montées sur les GS avec parfois la présence des taraudages de fixation des étriers de freins (accolés à la boîte sur GS, déportés au niveau des roues sur LN et LNA). Cependant, elle diffère totalement des boîtes montées précédemment sur les LN.
Sur LN le couple conique est de 8/35 et il passe à 8/33 sur LNA (profitant du couple moteur en hausse de 25 %).
La transmission s'effectue aux roues avant par l'intermédiaire d’accouplements élastiques spécifiques et de cardans en deux parties (manchon tubulaire cannelé) reprenant une architecture issue des modèles 2CV, Dyane, Dyane Méhari, Ami 6 et Ami 8.
Le freinage avant est assuré par des freins à disques pleins. Selon l'équipementier, les étriers sont fixes à double pistons opposés (Citroën) ou flottants monopiston (DBA type 3AC). Le freinage arrière est à tambour DBA ou Girling.
Une version de la LNA Entreprise au gaz de pétrole liquéfié (GPL) fut proposée et reçue le type mine RBRE modifié. Le moteur 652 cm3 étant adapté à l'emploi du gaz par modification de la distribution, la mise en place d'un réchauffeur détendeur sur la tubulure d'échappement gauche et la suppression du fonctionnement à l'essence par la mise d'un boisseau Century.
| Type Moteur          | R 06 / 627             | V 06 / 630             | V 06 / 644               | XW 7 (109/5F)            |
| Alésage              | 74 mm                  | 77 mm                  | 77 mm                    | 72 mm                    |
| Course               | 70 mm                  | 70 mm                  | 70 mm                    | 69 mm                    |
| Cylindrée            | 602 cm3                | 652 cm3                | 652 cm3                  | 1 124 cm3                |
| Rapport volumétrique | 9:1                    | 9:1                    | 9,5:1                    | 9,7:1                    |
| Compression          | 11 bars                | 11 bars                | 11 bars                  |                          |
| Puissance maxi Din   | 32 ch à 5 750 tr/min   | 36 ch à 5 500 tr/min   | 34,5 ch à 5 500 tr/min   | 50 ch à 5 500 tr/min     |
|                      |                        | 26,47 kW               | 24,8 kW                  | 36 kW                    |
| Couple maxi Din      | 4,2 mkg à 3 500 tr/min | 5,3 mkg à 3 500 tr/min |                          |                          |
|                      |                        | 5,1 daN m              | 4,8 daN m à 3 500 tr/min | 8,3 daN m à 2 500 tr/min |
| Régime maxi          |                        | 5 850 tr/min           | 6 000 tr/min             | 6 000 tr/min             |
| Loi de distribution  | pour 1 mm de levée     |                        |                          |                          |
| R.O.A                | 0° 5′ après PMH        | 7° après PMH           |                          |                          |
| R.F.A                | 49° 15′ après PMH      | 42° après PMB          |                          |                          |
| A.O.E                | 35° 55′ après PMH      | 35° avant PMB          |                          |                          |
| A.F.E / R.F.E        | 3° 30′ après PMH       | 6° avant PMH           |                          |                          |
| Transmissions        |                        |                        |                          |                          |
| 1er rapport          |                        | 11/50                  | 11/50                    | 12/37                    |
| 2e rapport           |                        | 18/45                  | 18/45                    | 17/28                    |
| 3e rapport           |                        | 28/46                  | 28/46                    | 32/35                    |
| 4e rapport           |                        | 34/39                  | 34/39                    | 36/27                    |
| marche arrière       |                        | 11/46                  | 11/46                    | 12/34                    |
| rapport de pont      | 8/35                   | 8/33                   | 9/35                     | 17/54                    |

## Notes et références

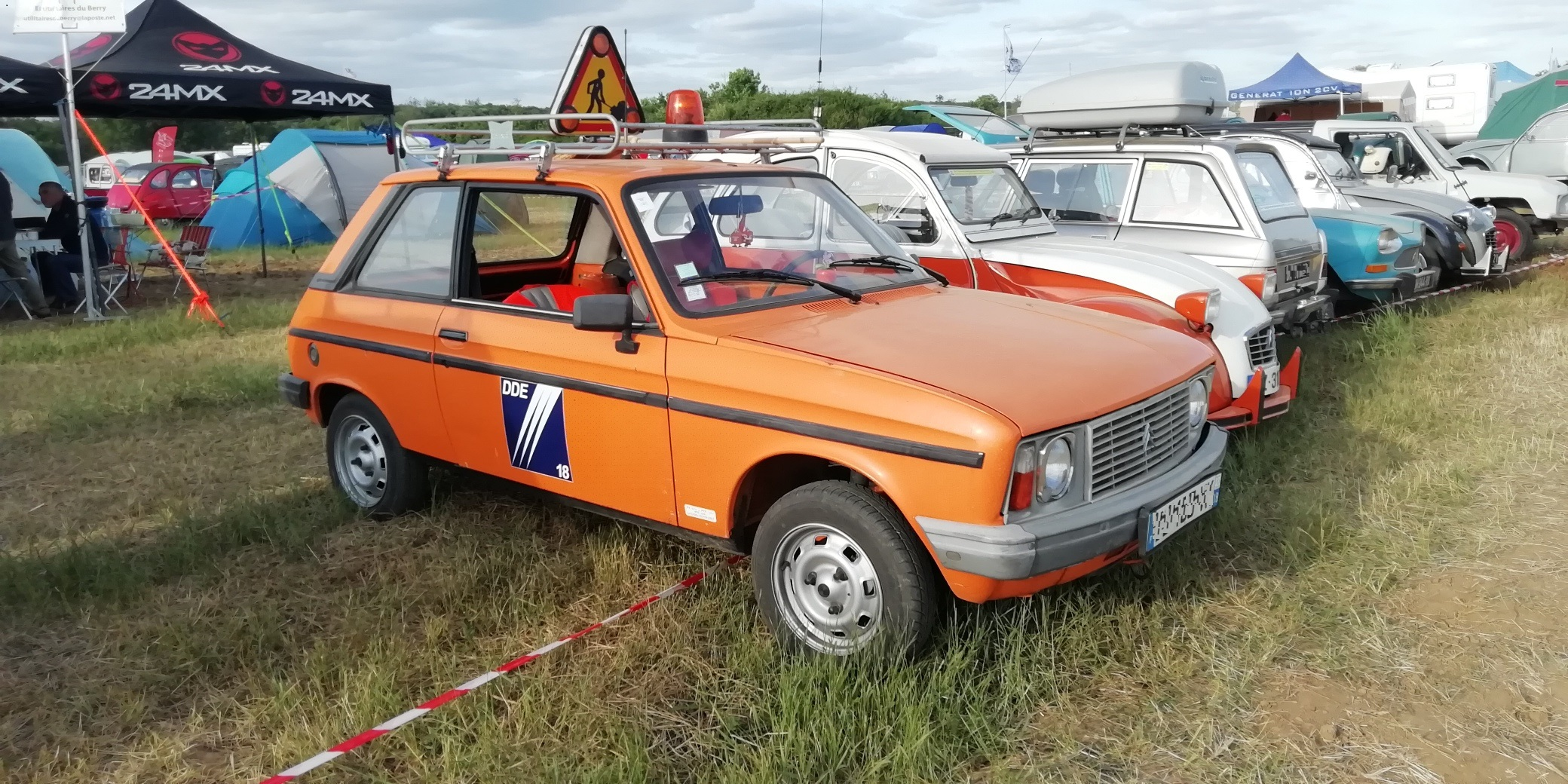
LNA ex-DDE